# Sparkle: Original Motion Picture Soundtrack
Sparkle: Original Motion Picture Soundtrack è la colonna sonora del film del 2012 Sparkle - La luce del successo. L'album è stato pubblicato il 31 luglio 2012 e contiene canzoni interpretate dagli attori che hanno recitato nel film, tra cui gli ultimi due brani incisi da Whitney Houston prima della sua scomparsa: His Eye Is On The Sparrow e Celebrate (con Jordin Sparks).

## Tracce[4]
1. I'm A Man – (Cee Lo Green)
2. Yes I Do – (Carmen Ejogo)
3. Running – (Goapele)
4. Jump – (Carmen Ejogo, Tika Sumpter & Jordin Sparks)
5. Hooked On Your Love – (Carmen Ejogo, Tika Sumpter & Jordin Sparks)
6. Something He Can Feel – (Carmen Ejogo, Tika Sumpter & Jordin Sparks)
7. His Eye Is on the Sparrow – (Whitney Houston)
8. Look Into Your Heart – (Jordin Sparks)
9. One Wing – (Jordin Sparks)
10. Love Will – (Jordin Sparks)
11. Celebrate – (Whitney Houston & Jordin Sparks)

## Classifica
| Chart (2012)                      | Peak position |
| --------------------------------- | ------------- |
| U.S. Billboard 200                | 21            |
| U.S. Billboard R&B/Hip-Hop Albums | 3             |
| U.S. Billboard Soundtracks        | 1             |